# Элистинская епархия
Элисти́нская епа́рхия (калм. Элстин  епархин) — епархия Русской Православной Церкви, объединяющая приходы в границах Калмыкии.

## История
Первые письменные источники о распространении православия на территории современной Калмыкии относятся к XVII веку. Документы сохранили интересный факт: в 1724 году Петр I подарил походную церковь Воскресения Христова внуку калмыцкого хана Аюки Баксадаю Дорджи, принявшему христианство с именем Петра Тайшина.
Процесс принятия калмыками христианства был добровольным. При этом запрещалось применять какие-либо насильственные методы. Улусных православных церквей было несколько, они просуществовали до ухода большей части калмыков в Джунгарию в 1771 году. В том же году было решено воссоздать одну походную улусную церковь для русских чиновников, живших в Калмыцкой степи, и калмыков-христиан.

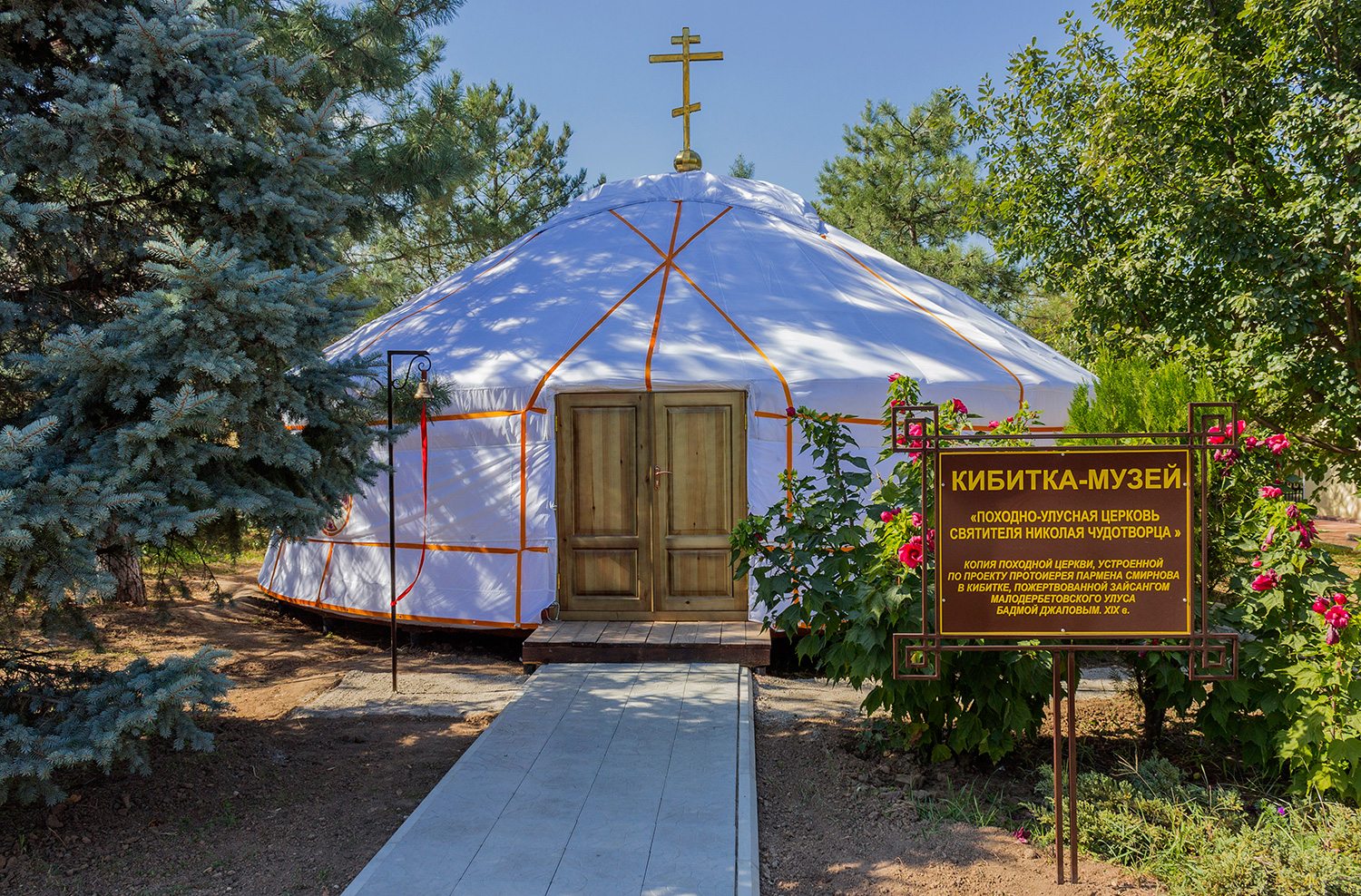
К 150-летию учреждения первого православного прихода в сентябре 2017 года на территории Казанского кафедрального собора установлена кибитка — копия походно-улусной церкви, действовавшей на территории Калмыкии во второй половине XIX века.

30 декабря 1846 года Николай I издаёт указ «О заселении дорог на калмыцких землях в Астраханской губернии», который предусматривал создание поселений в Калмыцкой степи. В результате здесь появились переселенческие села Плодовитое, Тундутово, Обильное, Садовое, Приютное, Элиста и другие. Вскоре крестьяне стали возводить в них первые стационарные православные храмы.
В 1924—1925 годы в Калмыцкой автономной области было 17 православных приходов и церквей. К 1940 году в результате атеистической политики советского государства все церкви были уничтожены.
В 1942 году, в период оккупации территории Калмыкии, немцы, стремясь склонить местное население на свою сторону, разрешили и буддистам, и православным, и баптистам возрождать свои общества. Тогда были открыты Элистинская, Троицкая, Приютненская и другие православные церкви.
После освобождения Калмыкии церкви, в основном, были закрыты, кроме двух православных молитвенных домов — в Элисте и Приютном.
В конце 1950 годов началась хрущёвская антирелигиозная кампания, об открытии новых приходов речи идти не могло. До конца 1980-х годов на территории Калмыкии по-прежнему действовали лишь два этих молитвенных дома.
Создание епархии открыло новую страницу в истории Православия на калмыцкой земле. В Элисте был построен кафедральный собор, который освятил 7 июня 1997 года Патриарх Московский и всея Руси Алексий II во время своего визита в Калмыкию. Собор освящён в честь Казанской иконы Пресвятой Богородицы. Рядом возведён памятник преподобному Сергию Радонежскому. Он был установлен в 2007 году и освящён тогда митрополитом, а ныне Патриархом Московским и всея Руси Кириллом.
В 2005 году в седьмом микрорайоне Элисты была возведена часовня в честь преподобного Сергия Радонежского. На ее стенах — имена десятков тысяч воинов Калмыкии, которые защищали единую и неделимую Россию, начиная с Отечественной войны 1812 года и до последней антитеррористической военной кампании в Чечне.
Элистинская и Калмыцкая епархия оказывает необходимую духовную и материальную поддержку престарелым, инвалидам, детям-сиротам, а также тем, кто оступился и отбывает наказание в местах лишения свободы. В больницах и социальных учреждениях республики открыты молитвенные комнаты. Построен храм и открыты три молитвенные комнаты в исправительных учреждениях.
Епархия принимает активное участие в развитии образовательных и культурных программ Калмыкии. В 2008 году в Элисте открылась Русская национальная гимназия имени преподобного Сергия Радонежского. Ежегодно в Элисте проходят Кирилло-Мефодиевские чтения, на которых священнослужители, педагоги, ученые и представители государственной власти республики обсуждают вопросы духовно-нравственного воспитания подрастающего поколения. Стали традиционными такие детские благотворительные праздники, как «Рождественский сочельник» и конкурс художественных коллективов «Надежда». Оказывается духовная и материальная поддержка учреждениям дополнительного образования республики.
Решением Священного Синода от 22 марта 2011 года управляющий епархией архиепископ Зосима (Остапенко) назначен на Владикавказскую кафедру. За время служения архиепископу Зосиме удалось почти с нуля создать епархию (на момент перевода его священником в Калмыкию его приход был единственным в Калмыкии).
3 апреля 2011 года епископом Элистинским и Калмыцким определено быть архимандриту Зиновию (Корзинкину), который правил до 19 марта 2014 года, когда он был назначен митрополитом Мордовской митрополии. До назначения нового епископа Элистинского и Калмыцкого епархией управлял митрополит Ставропольский и Невинномысский Кирилл.
25 июля того же года на заседании Священного Синода правящим архиереем Элистинской епархии был избран архиепископ Юстиниан (Овчинников), управлявший до этого Патриаршими приходами в США.

## Архиереи
- Зосима (Остапенко) (24 декабря 1995 — 22 марта 2011)
- Зиновий (Корзинкин) (3 апреля 2011 — 19 марта 2014)
- Кирилл (Покровский) (19 марта — 25 июля 2014) в/у, митрополит Ставропольский
- Юстиниан (Овчинников) (с 25 июля 2014)

## Храмы и часовни
По благословению Патриарха Московского и всея Руси Кирилла в апреле 2016 года в Элисте началось возведение Кафедрального собора Святых Равноапостольных Кирилла и Мефодия.

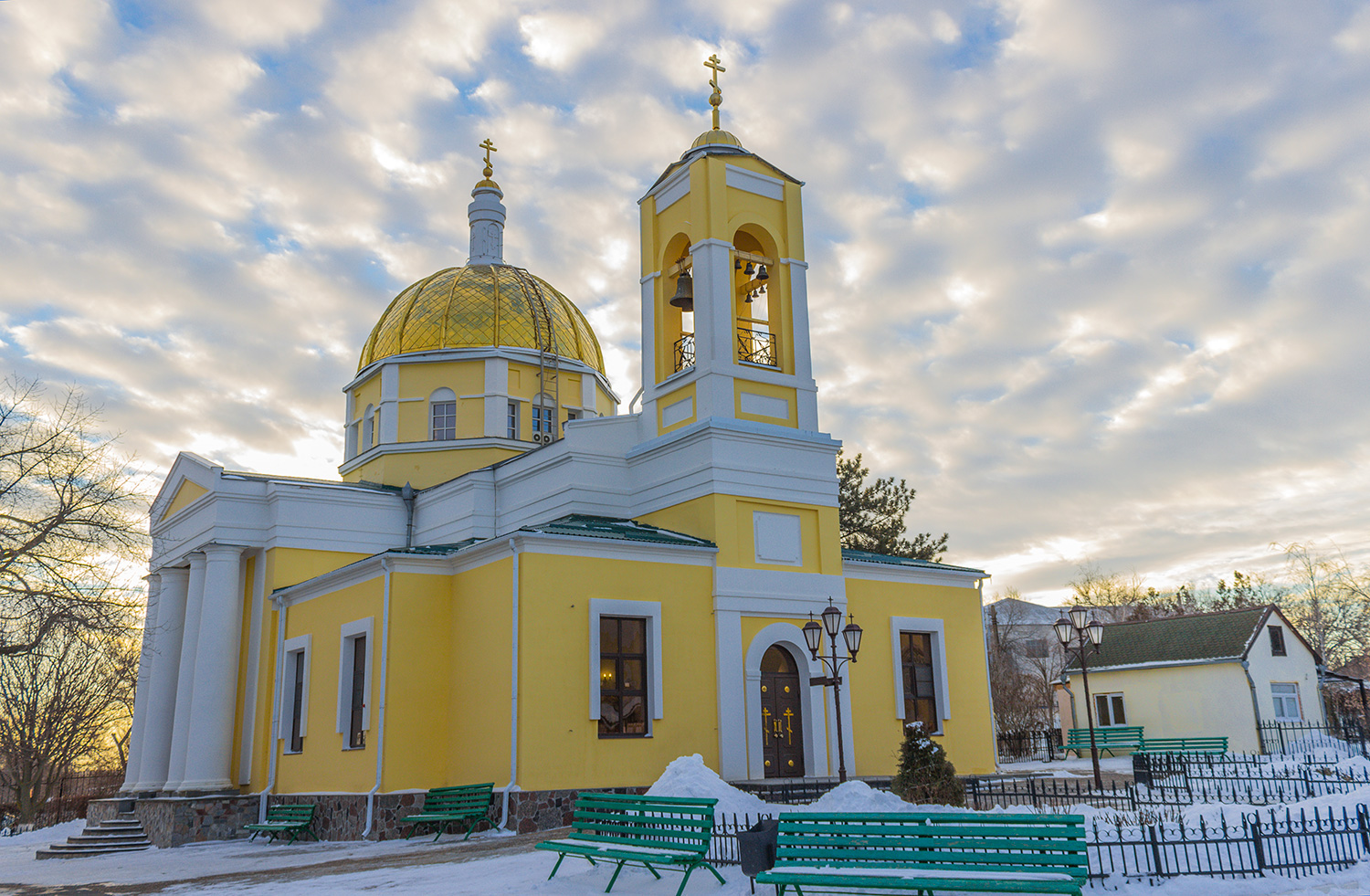
Казанский Кафедральный собор, 2017 год
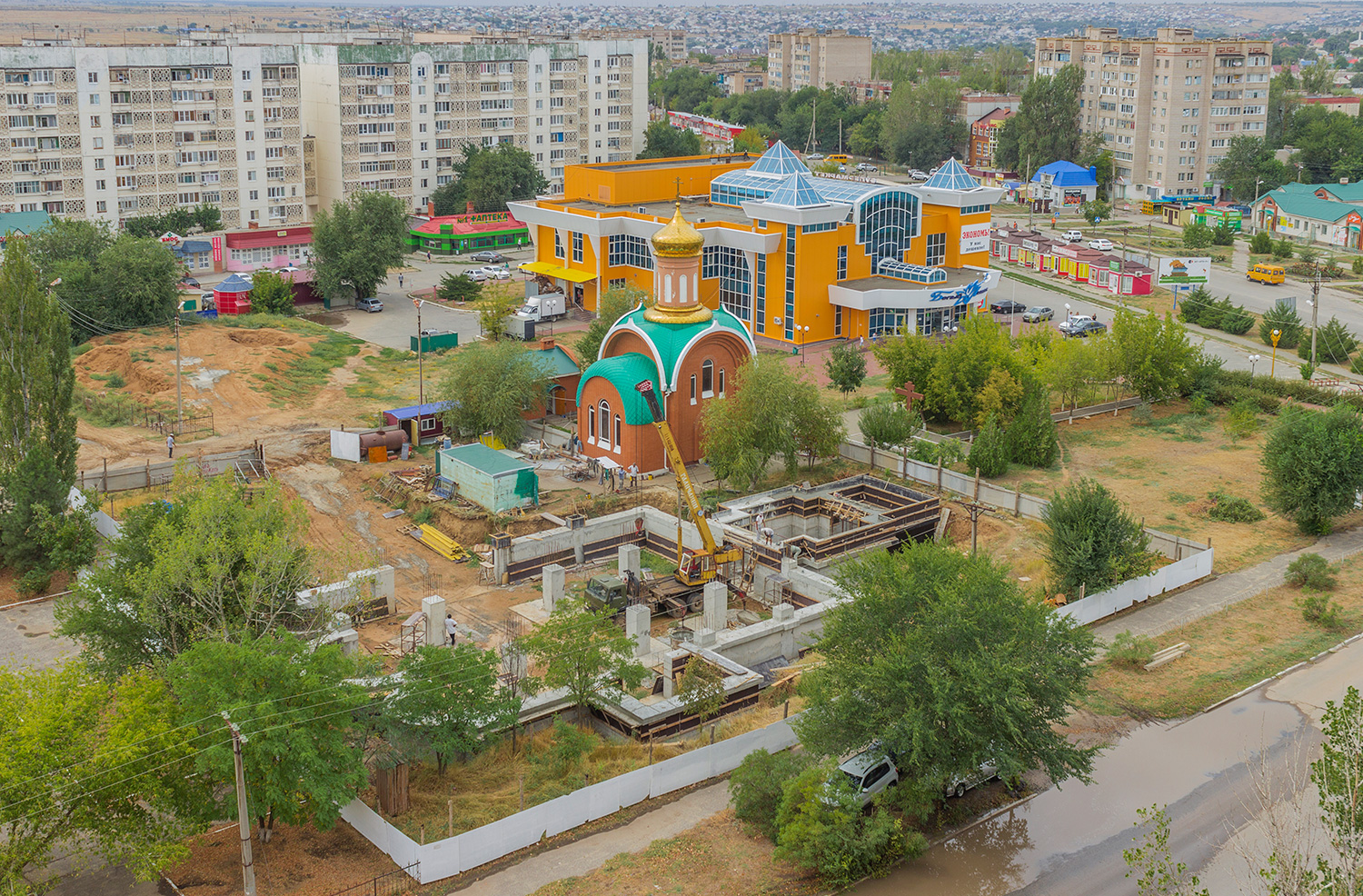
Возведение Кафедрального Собора святых равноапостольных Кирилла и Мефодия в восточном жилом района города в середине августа 2017 года
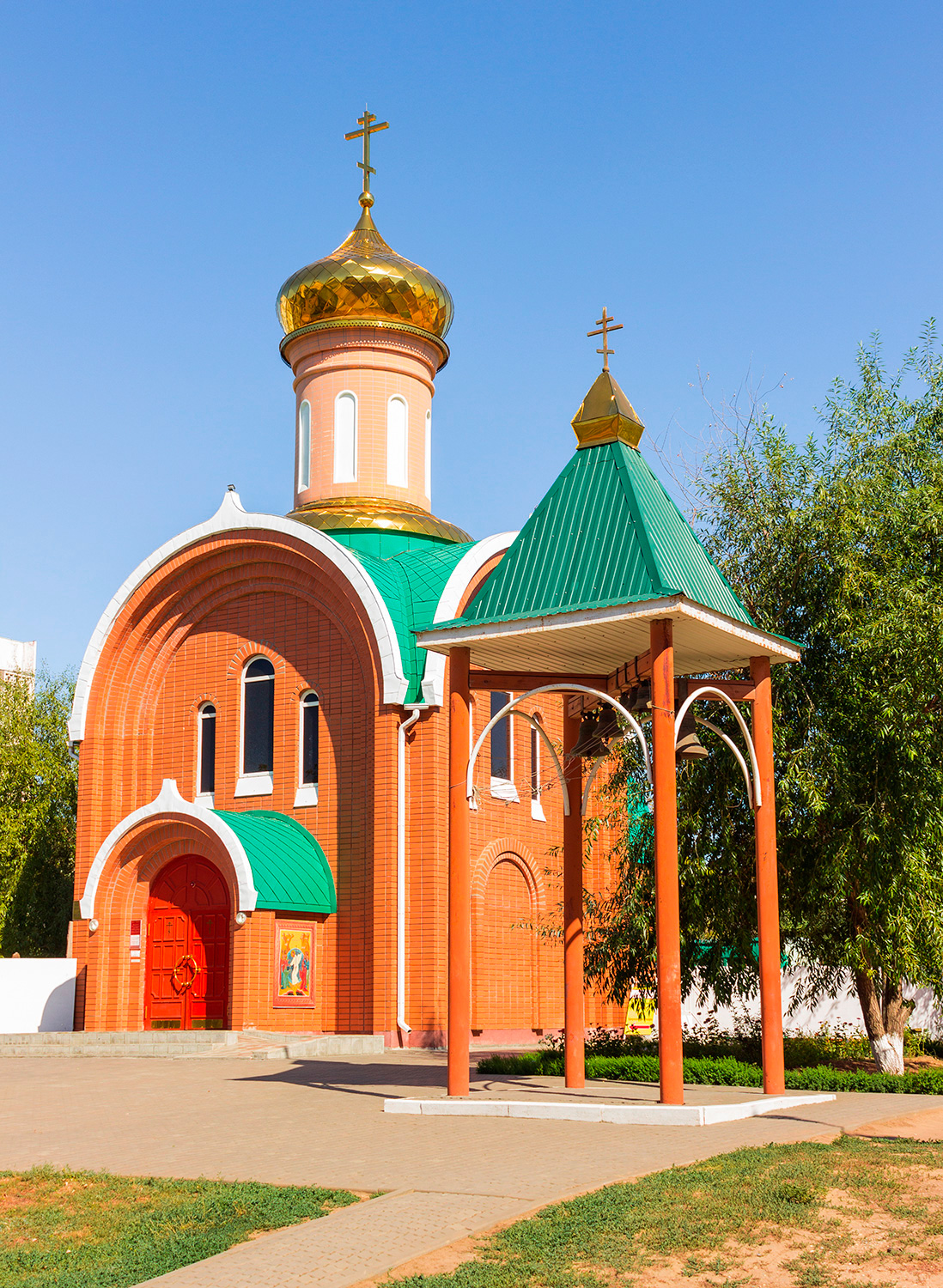
Часовня Преподобного Сергия Радонежского, 2016 год
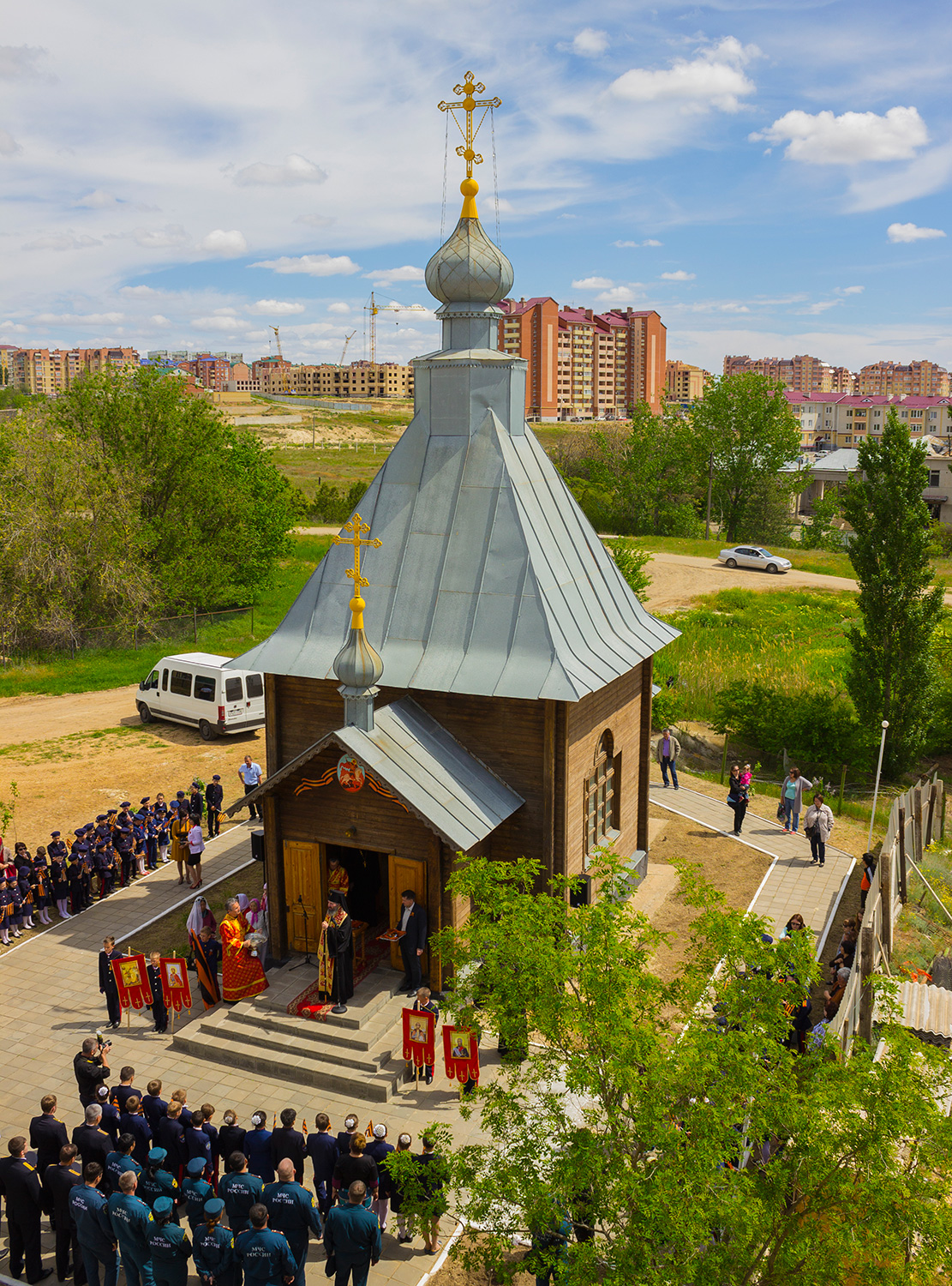
Часовня Георгия Победоносца, 6 мая 2016 года, Божественная литургия архиепископа Юстиниана в день памяти св. Георгия Победоносца

В епархии ведётся строительство новых храмов в городе Городовиковске, в посёлке Большой Царын, в селе Вознесеновка Целинного района, в селах Весёлое и Красномихайловское Яшалтинского района, в селе Воробьёвка Приютненского района.

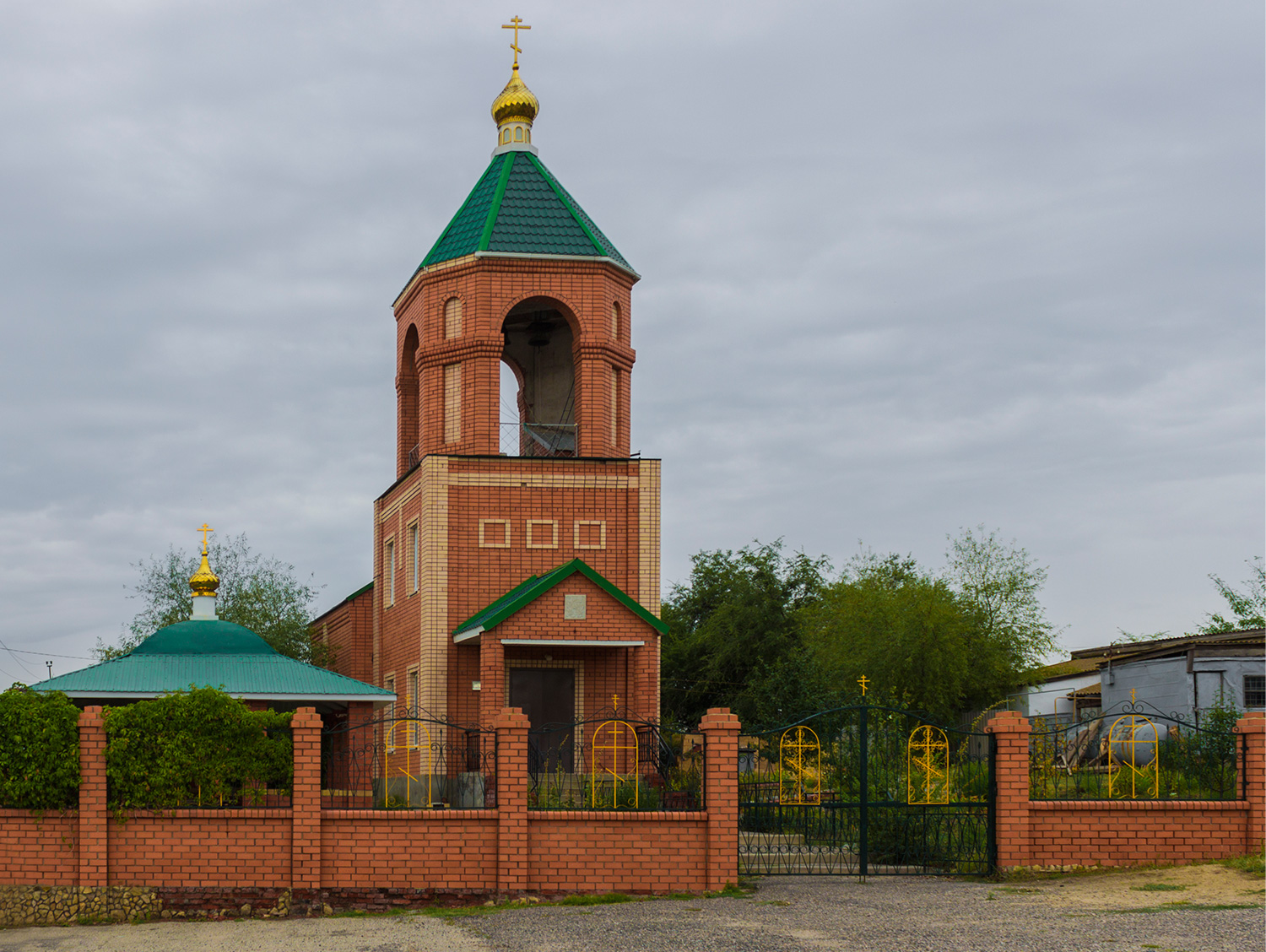
Церковь Святой Живоначальной Троицы села Троицкое, 2017 год
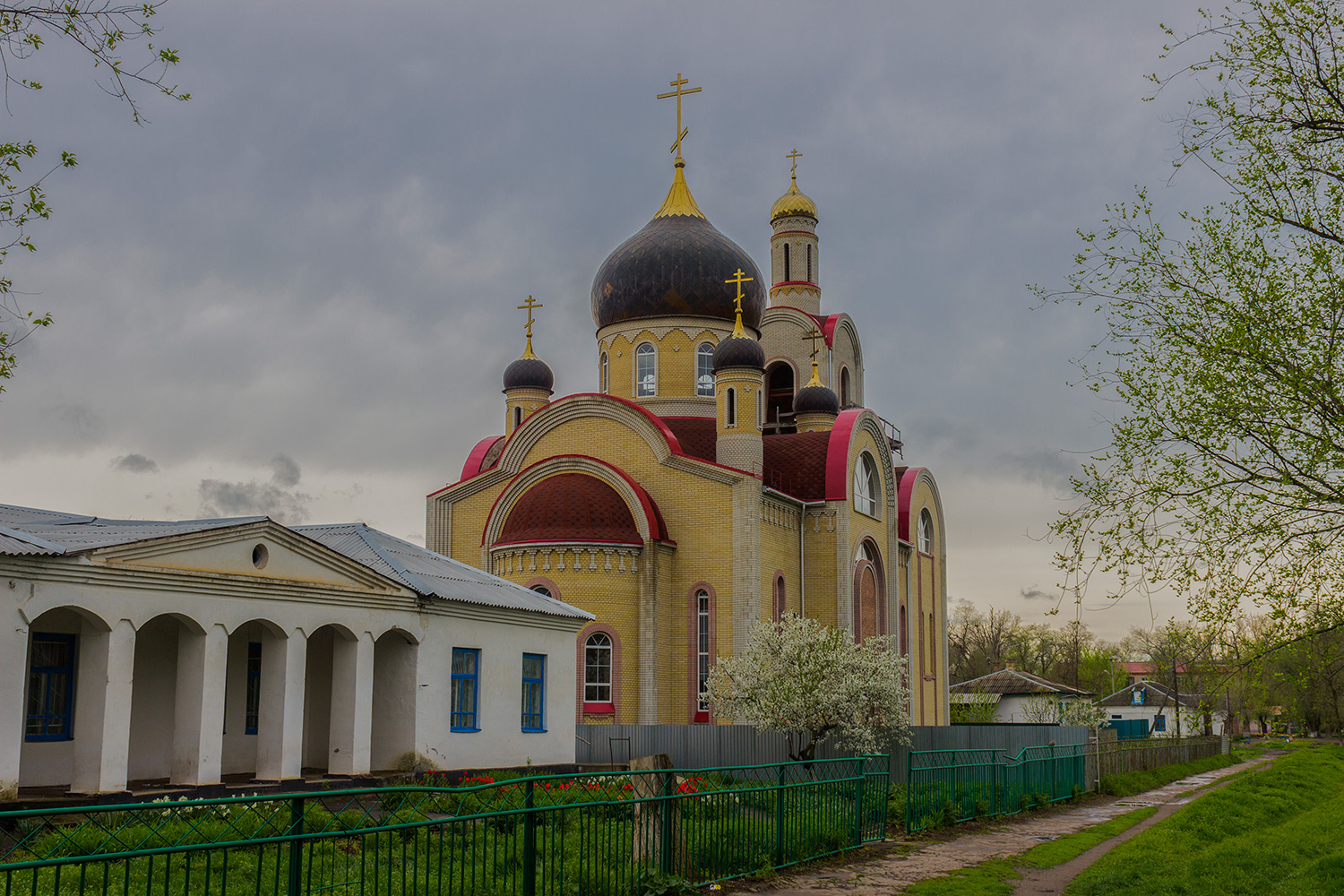
Строящийся в Городовиковске Храм святого цесаревича Алексия и преподобного Алексия, человека Божия, 2016 год
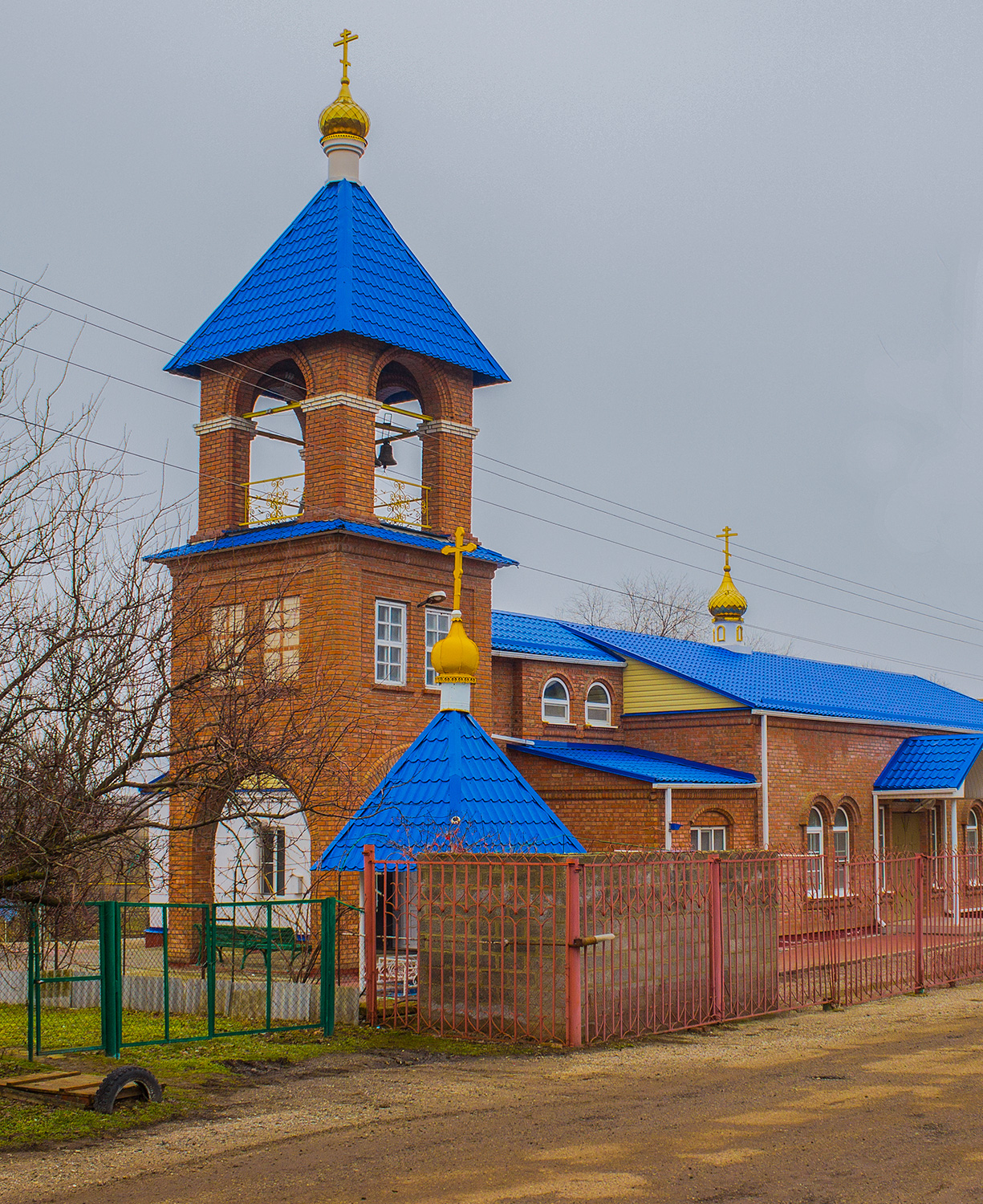
Церковь святых мучеников Адриана и Наталии села Яшалта, 2017 год
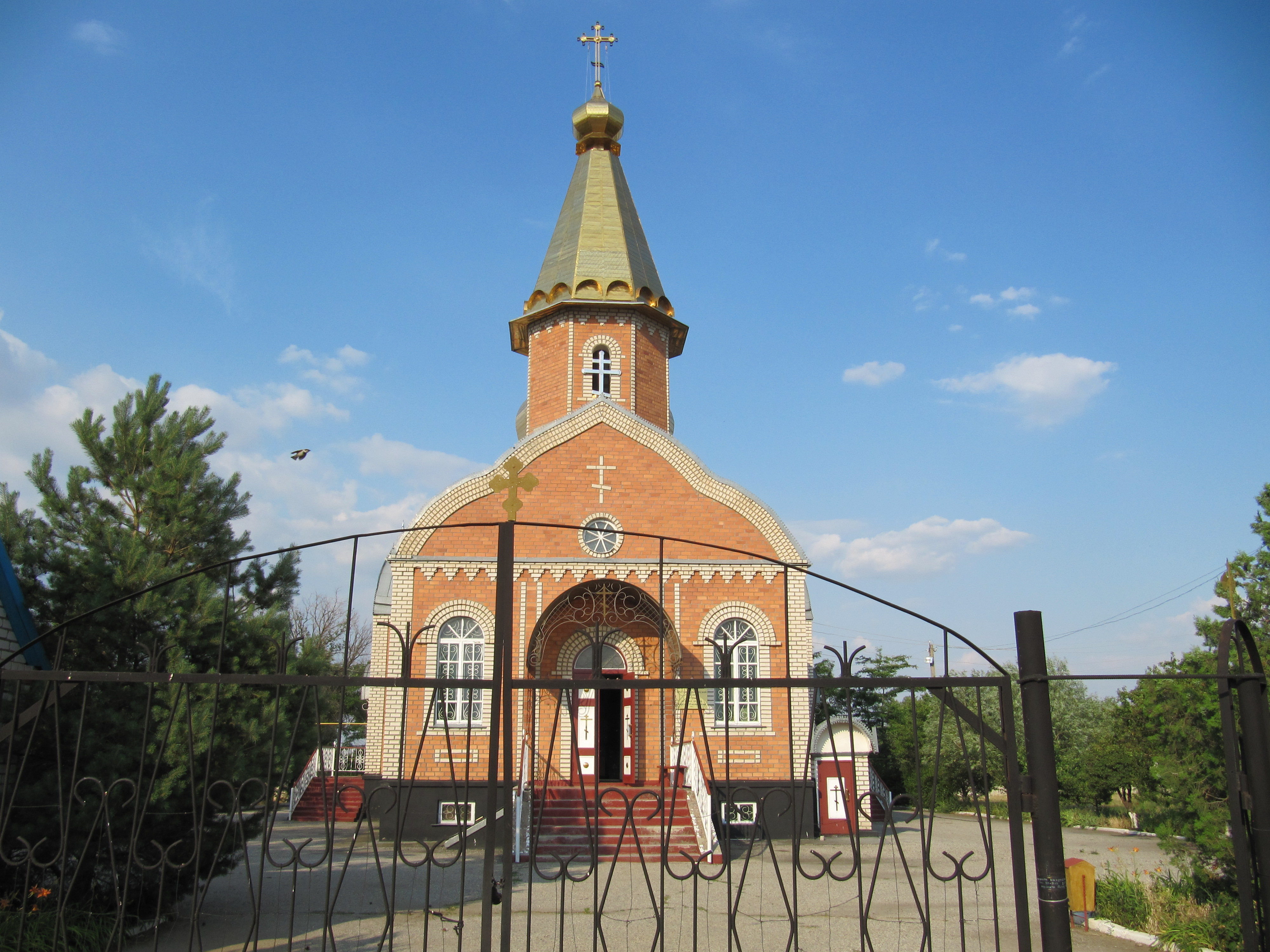
Храм Воздвижения Креста Господня в селе Приютное, 2011 год